# NSB El 7 sorozat
Az NSB El 7 sorozat egy norvég  Bo'Bo' tengelyelrendezésű 15 kV, 16,7 Hz AC áramrendszerű villamosmozdony-sorozat. Az NSB üzemeltette. Összesen 6 db készült belőle az AEG és a Skabo gyáraiban. 1956-ban selejtezték. A 2501-es pályaszámú a Norvég vasúti múzeumba került.